# Миноносцы типа «Биэркэ»
Миноносцы типа «Биэркэ» — шесть миноносцев, построенных в 1889—1891 годах для Российского Императорского флота на судоверфях «Общества Путиловских заводов» и «Товарищества чугунолитейного завода Беллино-Фендерих» в Николаеве. Миноносцы этого типа входили в состав Балтийского и Черноморского флотов.

## История проектирования
Эскизный проект нового миноносца с нефтяным отоплением был представлен лейтенантом М. Н. Беклемишевым в 1888 году. Проект базировался на обобщении результатов обширных сравнительных испытаний уже построенных миноносцев («Виндава», «Выборг», «Лахта» и «Котлин»), проведенных в кампанию 1887 года. Детальные чертежи корабля были готовы в 1889 году.
Миноносец «в 85 т водоизмещения с нефтяным отоплением котлов и скоростью до 22 и даже 23,5 уз.» во многом соответствовал конструктивному типу фирмы Шихау («Або», «Виндава» и др.), но отличался от него некоторыми конструктивными усовершенствованиями. Использование парных рулей, охватывавших диск винта, должно было обеспечить миноносцам такую же маневренность, как и на миноносцах с носовыми рулями. Носовые неподвижные торпедные аппараты было решено заменить полуповоротными, расположенными позади рубки (это позволило бы облегчить носовую оконечность и устранить проявлявшуюся на всех ранних миноносцах зарываемость носом в воду). В дальнейшем по замечаниям Морского технического комитета проект был переработан: полное водоизмещение увеличилось до 90 т, а от нефтяного отопления было решено отказаться.

## История строительства
Строились в России по проекту представленному лейтенантом М. Н. Беклемишевым в 1888 году. Детальные чертежи корабля были готовы в 1889 году. Миноносец проектировался по конструктивному типу миноносцев фирмы Шихау («Або», «Виндава» и др.), но отличался от них некоторыми усовершенствованиями. Использование парных рулей, охватывавших диск винта, должно было обеспечить миноносцам такую же маневренность, как и на миноносцах с носовыми рулями. Носовые неподвижные торпедные аппараты было решено заменить полуповоротными, расположенными позади рубки (это позволило бы облегчить носовую оконечность и устранить проявлявшуюся на всех ранних миноносцах зарываемость носом в воду). Вместо угольного отопления котлов планировалось использовать нефтяное отопление — мазутом.
28 июня 1889 года был подписан контракт с Обществом Путиловских заводов на постройку четырёх миноносцев для Балтийского флота.
16 октября 1889 года был подписан второй контракт с «Товариществом чугунолитейного завода Беллино-Фендерих» в Одессе, который предусматривал постройку двух миноносцев для Черноморского флота.

## Конструкция
Корпус корабля стальной, состоял из набора, стальной обшивки и двух палуб - верхней и нижней. Наружная обшивка получила большую прочность, за счёт увеличения толщины стальных листов до 3,2 мм и крепилась к набору внакрой заклепками. Палубный настил, также имел толщину 3,2 мм, конструкция световых машинных люков выполнялась заодно с входными кочегарными люками и непрерывными комингсами толщиной 2,4 мм, что способствовало более прочной добавочной продольной связи. На верхней палубе располагалась носовая боевая рубка в которой находился штурвал, машинный телеграф и компас, а также хранились штурманские приборы и карты. Верхняя палуба покрывалась линолеумом с прикрепленными к нему "для облегчения ходьбы" рейками, но после того, как на испытаниях он начал гореть (от интенсивно работавших котлов перегревались палубы) его пришлось заменить "рейковыми матами" из ясеневых брусков толщиной 15,8 мм. Для входа в кормовые отделения на верхней палубе имелся сходной люк с комингсам высотой 400 мм.  Непотопляемость обеспечивалась делением корпуса водонепроницаемыми переборками, на 8 отсеков. Миноносец нёс две мачты и одну дымовую трубу.
Силовая установка механическая, состояла из паровой машинны тройного расширения мощностью по контракту 1100 л .с. и локомотивного котла рассчитанного на давление 12,5 атм., от переделки котлов Бельвиля под нефтяное отопление пришлось отказаться в ходе постройки, так как возникло слишком много непредвиденных трудностей. Путиловский завод в виде эксперимента установил на "Роченсальме" два водотрубных котла дю Тампля со смешанным угольно-нефтяным отоплением. Корабль мог брать 5 т угля и 10 т "нефтяных остатков" (мазута), чего хватало на 2500 миль плавания экономическим ходом. В герметичных угольных ямах могла храниться нефть, а в нефтяных цистернах, в свою очередь, - уголь. Из-за наличия двух котлов "Роченсальм" имел две дымовые трубы, все остальные миноносцы этого проекта - одну.
Вооружение миноносцев состояло:
1. Из 2 пятиствольных 37-мм револьверных пушек Гочкиса с длиной стволов 20 калибров, расположенных одна на баке и одна в корме. Блок стволов у пушки вручную вращал наводчик. Максимальная скорострельность доходила до 32 выстрелов/мин. Начальная скорость гранаты - 442 м/с, а дальность стрельбы не превышала 2,8 км. Вес пушки с замком составлял 209 кг.
2. Из 2 минных аппаратов совкового типа, установленных по обе стороны боевой рубки. Верхняя часть кованого стального форштевня была срезана, "чтобы дать место для выбрасывания мины". Каждый из трех других миноносцев имел носовой неподвижный и палубный поворотный минные аппараты. Для подачи мин Уайтхеда предусматривалась легкая деревянная тележка "со складными таковыми же рельсами".

## Представители
| Название     | Завод                                                  | Заложен | Спуск | В строю | Флот | Статус |
| ------------ | ------------------------------------------------------ | ------- | ----- | ------- | ---- | ------ |
| «Биэркэ»     | «Общество Путиловских заводов»                         |         |       |         | БФ   |        |
| «Роченсальм» | «Общество Путиловских заводов»                         |         |       |         | БФ   |        |
| «Гапсаль»    | «Общество Путиловских заводов»                         |         |       |         | БФ   |        |
| «Моонзунд»   | «Общество Путиловских заводов»                         |         |       |         | БФ   |        |
| «Анапа»      | «Товарищество чугунолитейного завода Беллино-Фендерих» |         |       |         | ЧФ   |        |
| «Айтодор»    | «Товарищество чугунолитейного завода Беллино-Фендерих» |         |       |         | ЧФ   |        |